# Alexander Wendt
Alexander Wendt é um dos principais acadêmicos construtivistas no campo da Relações Internacionais. Wendt e acadêmicos como Nicholas Onuf, Peter J. Katzenstein, Michael Barnett, Kathryn Sikkink, John Ruggie, Martha Finnemore, e outros, conseguiram em um espaço relativamente curto de tempo, estabelecer o Construtivismo como uma das principais escolas de pensamento neste campo de estudo. Em uma pesquisa recente, Wendt foi apontado como um dos mais influentes acadêmicos das Relações Internacionais.